# Anna Leszczyńska
Anna Leszczyńska, född 1660, död 1727, var en polsk adelskvinna. 
Hon var mor till kung Stanisław I Leszczyński. När hennes son avsattes från den polska tronen 1709 följde hon honom i exil först till Sverige och sedan till Frankrike. Hon uppges ha känt sig bitter över landsflykten och förebrådde Stanislaw för hans avsättning tillsammans med sin svärdotter.